# Beppe Costa
Pour les articles homonymes, voir Costa.
 (octobre 2024).
La mise en forme du texte ne suit pas les recommandations de Wikipédia : il faut le « wikifier ».
Les points d'amélioration suivants sont les cas les plus fréquents. Le détail des points à revoir est peut-être précisé sur la page de discussion.
- Les titres sont pré-formatés par le logiciel. Ils ne sont ni en capitales, ni en gras.
- Le texte ne doit pas être écrit en capitales (les noms de famille non plus), ni en gras, ni en italique, ni en « petit »…
- Le gras n'est utilisé que pour surligner le titre de l'article dans l'introduction, une seule fois.
- L'italique est rarement utilisé : mots en langue étrangère, titres d'œuvres, noms de bateaux, etc.
- Les citations ne sont pas en italique mais en corps de texte normal. Elles sont entourées par des guillemets français : « et ».
- Les listes à puces sont à éviter, des paragraphes rédigés étant largement préférés. Les tableaux sont à réserver à la présentation de données structurées (résultats, etc.).
- Les appels de note de bas de page (petits chiffres en exposant, introduits par l'outil «  Source ») sont à placer entre la fin de phrase et le point final[comme ça].
- Les liens internes (vers d'autres articles de Wikipédia) sont à choisir avec parcimonie. Créez des liens vers des articles approfondissant le sujet. Les termes génériques sans rapport avec le sujet sont à éviter, ainsi que les répétitions de liens vers un même terme.
- Les liens externes sont à placer uniquement dans une section « Liens externes », à la fin de l'article. Ces liens sont à choisir avec parcimonie suivant les règles définies. Si un lien sert de source à l'article, son insertion dans le texte est à faire par les notes de bas de page.
- La présentation des références doit suivre les conventions bibliographiques. Il est recommandé d'utiliser les modèles {{Ouvrage}}, {{Chapitre}}, {{Article}}, {{Lien web}} et/ou {{Bibliographie}}. Le mode d'édition visuel peut mettre en forme automatiquement les références.
- Insérer une infobox (cadre d'informations à droite) n'est pas obligatoire pour parachever la mise en page.

Pour une aide détaillée, merci de consulter Aide:Wikification.
Si vous pensez que ces points ont été résolus, vous pouvez retirer ce bandeau et améliorer la mise en forme d'un autre article.
Beppe Costa, nom de plume de Concetto Costa, né le 25 août 1941 à Catane (Sicile), est un poète, écrivain et éditeur italien.

## Biographie
Beppe Costa a publié le premier livre de poèmes en 1970 Una poltrona comoda (Di Maria éditeur), caractérisé par le thème de l'amour et de l'anticonformisme.
Il participe également à la préparation de deux guides, un local, Catania, Guida ai monumenti, et l'autre Sicilia, guida ai monumenti (Dante Muglia éditeur).
Il dirige également la traduction de deux livres de Fernando Arrabal.
En 1978, avec le poète Dario Bellezza et commence une coopération fructueuse dans le domaine de l'édition Pellicanolibri.
Il a atteint la célébrité avec Romanzo Siciliano, histoire autobiographique d'un intellectuel sicilien, dans son combat et dans sa dénonciation du Sud et la mafia.
Aux États-Unis le livre apparaît dans World Literature Today,,.
Il a travaillé jusqu'en 1985 avec des articles dans le Giornale del Sud et I Siciliani, dirigés par Giuseppe Fava, et publie au Giornale di Sicilia, des entretiens avec Alberto Moravia, Enzo Jannacci, Léopold Sédar Senghor, Léo Ferré. Il participe à la radio programme RadioRai.
En 2009 avec la chanteuse française Eva Lopez, crée une représentation Anche ora che la luna, interprétant des poèmes dans leur contexte et à la rencontre avec des chansons de Léo Ferré, Édith Piaf, Jacques Brel, Georges Brassens.
Le directeur Ricky Farina produit le film Beppe, le poète qui aimait les femmes, (la production Quichotte, 2009).
Il a reçu le prix Teranova avec le directeur Patrice Leconte à la villa Médicis.
Invité d'honneur en Ottobre in Poesia (en) (édition 2009), à Sassari.
En mars 2010 un événement d'une importance énorme pour le cycle "Costa Beppe rencontre, " Fernando Arrabal à Rome.
Une section du Festival International de Poésie Ville de Sassari est nommé Beppe Costa.
Performances avec Paul Polansky (en) et Jack Hirschman (en), celui-ci, il a décidé de les traduire des poèmes de Costa en anglais et inséré dans l'anthologie Brigade poètes révolutionnaires, à paraître en 2012 aux États-Unis.
En 2011 a commencé son association avec le poète Stefania Battistella, la création de la nouvelle lecture "de moi, d'autres, encore"

En 2012, il a été invité au Festival Nisan qui a lieu à Maghar, en Israël, sur la direction de Naim Araidi (en). Depuis 2015 il est le président du jury du Prix Terre di Virgilio. À partir de 2016 est membre du jury du Prix De Francisco Aldana.
La présidence du Conseil des ministres a décidé, le 22 juillet 2020, d’accorder une indemnité à vie extraordinaire, en vertu de la loi du 8 août 1985, numéro 440 (anciennement Bacchelli), en faveur de M. Concetto Costa.

### Anthologie

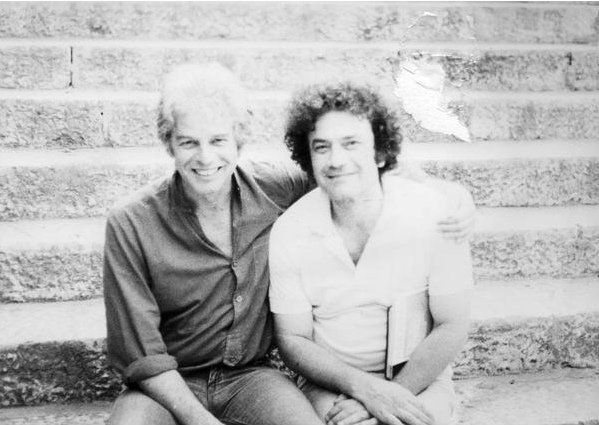
Beppe Costa et Alejandro Jodorowsky au Festival du film de Taormine.

### Édition
En 1976 il fonde la maison d'édition Pellicanolibri, redécouvre et publie des récits de Luigi Capuana : Si conta e si racconta, Pellicanolibri, 1989, et un volume que Federico De Roberto a consacré à sa ville, Catania. Il publie également des textes traduits du philosophe français Gaston Bachelard, La filosofia del non (1978).
Au début de ses activités d'édition il a nourri un accent particulier pour les auteurs français, publiant entre autres Georges Sorel, Gisèle Halimi,Fernand Pelloutier, Jean-Noel Vuarnet, Étienne Cabet
Rencontrant Alejandro Jodorowsky, il publie un livre sur le mouvement Panique, mouvement surréaliste fondé par Fernando Arrabal et Roland Topor.
En 1980, il traduit et publie le premier essai de l’écrivain Manuel Vázquez Montalbán, avec Manifiesto subnormal. Il sera également éditeur de Luce d'Eramo, Alberto Moravia, Dario Bellezza, Anna Maria Ortese, Goliarda Sapienza, Arnoldo Foà, Angelo Maria Ripellino (it). André Gunder Frank
Publié en 1985 deux livres de Anna Maria Ortese et est capable de faire appliquer pour elle la Legge Bacchelli.
De Beppe Costa a écrit Salvatore Scalia, Luca Clerici, Adele Cambria, Vittoriano Esposito (it),,, Adelia Battista, Anna Maria Ortese, Fabrizio Cavallaro e Giacinto Spagnoletti.

## Œuvres
- La via semplice, plaquette da una poesia, con una foto di Dino Ignani e un aforisma critico di Ugo Magnanti, FusibiliaLibri, Anzio, 2023.  (ISBN 9788898649938)
- Delitto imperfetto, 50 poesie sulla poesia e sui poeti, a cura di Ugo Magnanti, Di Carlo editore, 2024 / ISBN  (ISBN 979-1281566736)
- AA.VV. AA.VV. Dissent, an anthology to end war and capitalism, Vagaabon Mark Lipman Editor, 2024,  (ISBN 9781958307045)
  - Beppe Costa, D'amore e d'altri bisogni, poesie e musica (con Matteo Cavicchini) e una nota di Mauro Macario, Pellicanolibri, 2024,  (ISBN 978-88-85881-81-5)